# Khosrov IV d'Armènia
Khosrov IV (en armeni Խոսրով Դ) va ser rei d'Armènia de l'any 387 al 392 i per segona vegada del 414 al 415.

## Orígens
Els antics historiadors armenis Faust de Bizanci i Moisès de Khorèn el presenten com un jove príncep de la família dels arsàcides, sense que parlin del seu origen concret. Els historiadors moderns el consideren fill de l'antic rei Varasdat d'Armènia i germà de Vram-Shapuh. Portava el nom pel seu avantpassat Khosrov III.

## Regnats
L'any 387 amb el suport dels nakharark (nobles), el rei sassànida Sapor III de Pèrsia va enviar un exèrcit a Armènia i va col·locar al tron a l'arsàcida Khosrov IV. Àrsaces III d'Armènia considerat pels perses un rei pro-romà, va ser destronat i va fugir a l'oest on va ser protegit pels romans.
Poc després es va consagrar la partició del país en una zona d'influència persa i una de romana (annexionada a l'imperi a la mort d'Àrsaces III). Khosrov va governar sobre la part oriental, coneguda per Persarmènia. Els nakharark occidentals, després de la mort del rei Àrsaces III, no van tardar a sotmetre's a Pèrsia i se'ls van retornar els béns i possessions. Només Samuel Mamiconi va rebutjar canviar de bàndol. Samuel havia matat el seu propi pare Baanes Mamiconi, cap del partit persa.
Khosrov va negociar amb l'emperador Arcadi que li donés l'administració de l'Armènia occidental a títol de vassall, sense èxit. Va intentar mantenir un difícil equilibri entre els romans i els perses. Moisès de Khorèn diu que al començar el seu regnat va fer nomenar patriarca d'Armènia (Catolicós) a sant Isaac, fill de l'antic patriarca Narses (i darrer descendent de la nissaga fundada per Gregori l'Il·luminador), un sacerdot que havia fet els seus estudis a l'Imperi Romà d'Orient. Amb aquest nomenament volia fer front a l'avenç que mostrava la cultura i la religió de Pèrsia sobre Armènia.
El 392 el nou rei de Pèrsia, Bahram IV, el va fer cridar a la cort, i el va fer empresonar al Castell de l'Oblit, al Khuzestan, davant de les denúncies d'alguns nakharark que el van acusar de voler-lo trair. El rei persa a més el va destituir. Un intent dels seus germans d'alliberar-lo, els va costar la vida. Un altre germà, de nom Vram-Shapuh, va ser nomenat rei.
Més de vint anys després, mort Vram-Shapuh el 414, Yazdgard I de Pèrsia el va alliberar, segons Moisès de Khorèn a petició del patriarca Sant Isaac, i va ser nomenat rei per segon cop, però va morir al cap de vuit mesos, el 415. Yazdgard va donar llavors la corona al seu propi fill, Shapuh (Shapur).
Segons Cyrille Toumanoff, Khosrov IV es va casar amb «Zarovandoukht filla de Shapur II, gran rei» amb la qual va tenir dos fills, Tigranes i Arsaces (Axhak).